# برانزویک ایست، ویکتوریا
برانزویک ایست (به انگلیسی: Brunswick East) یک منطقهٔ مسکونی در استرالیا است که در ویکتوریا (استرالیا) واقع شده‌است.